# Epistrophe
Epistrophe is een vliegengeslacht uit de familie van de zweefvliegen (Syrphidae).

## Soorten
- E. annulitarsis (Stackelberg, 1918)
- E. cryptica

Geelborstel-bandzweefvlieg Doczkal & Schmid, 1994
- E. diaphana

Zuidelijke bandzweefvlieg (Zetterstedt, 1843)
- E. eligans

Enkele-bandzweefvlieg (Harris, 1780)
- E. emarginata (Say, 1823)
- E. flava

Brede bandzweefvlieg Doczkal & Schmid, 1994
- E. grossulariae

Zwartspriet-bandzweefvlieg (Meigen, 1882)
- E. leiophthalma (Schiner & Egger, 1853)
- E. melanostoma

Zwartbek-bandzweefvlieg (Zetterstedt, 1843)
- E. metcalfi (Fluke, 1933)
- E. nitidicollis

Zwarthaar-bandzweefvlieg Meigen, 1822
- E. obscuripes

Zwartborstel-bandzweefvlieg (Strobl, 1910)
- E. ochrostoma

Breedkop-bandzweefvlieg (Zetterstedt, 1849)
- E. terminalis (Curran, 1925)
- E. xanthostoma (Williston, 1887)